# 志木あかね
志木 あかね（しきあかね、1995年9月24日 - ）は日本のAV女優。

## 略歴
2020年2月、kawaii*専属女優としてAVデビュー。ライフプロモーション所属だった。
専属出演は1本のみで、以降は企画単体女優として活動。当時の趣味は料理、特技はトランペットとしており、大のマヨネーズ好きだった。
2021年12月30日、自身のTwitterにて同年12月31日をもって活動を停止する事を発表。

## 作品

### アダルトDVD
2020年
- セックス(特に騎乗位)が好き過ぎて留年しちゃったエロ賢い女子大生を焦らし続けたら36回も絶頂AVデビュー（2月25日、kawaii*）
- イメージビデオに出る予定がエロすぎてフライングAV撮影。 あかね【新人】（4月13日、ダスッ!）
- 120%リアルガチ軟派伝説 vol.84 in 静岡（5月15日、プレステージ）※「あやか」名義 全5名
- SOD女子社員 ファン大感謝祭 新入社員バスツアー! 抜きすぎ注意!? 射精回数合計100発で皆さま大満足SP! フレッシュで可愛い12名全員のSEXを収録した4時間ず〜っとシコシコOK号（6月11日、SODクリエイト）※「古式澤香」名義 全12名
- ガチナンパ! イッたコトがない素人女子! 気持ち良すぎて痙攣が止まらない! 膣奥アクメ117イキ15発射!（7月15日、ナンパーズ）全5名
- 隣人に俺の彼女が寝取られて。 「弱みを握られたグラビアアイドル編」（7月25日、ダスッ!）
- ソソる汗だく先輩女子社員 先輩女子社員が外回りの営業から汗だくで帰ってきた。暑い暑いとピッタリ素肌に張り付いたブラウスにブラも透け透け!しかもパンツも丸見えで目のやり場に困る!それなのに更にその場で着替え始める先輩!うわっマジ勃起するだろう!!すると暑さのせいで発情したのかワザとクネクネ見せつけてきて俺の反応を楽しんでいる!?ほらっ遊んでやるよと言われ汗まみれの下着で顔騎されて、アワワ…その後は記憶に無いぐらいチ○ポを弄ばれました!! 志木あかね・美波沙耶・三好凪（9月10日、SOSORU×GARCON）全3名
- 若者のセックス離れって本当!? 街で見かけた一般の男女に謝礼でキスのお願い! その後二人っきりにさせたら謝礼なしで進展はあるのか!? 5（9月10日、ホットエンターテイメント）全4名
- 絶頂イク逝く112回 自画撮り潮まみれオナニー（9月15日、プリモ）全10名
- ザ・マジックミラー特別編! 禁断の近親相姦MM号 マジックミラーの向こうには再婚したての母親! 女子○校生の娘と新しいお父さんが2人っきりの密室で初めての素股に挑戦! クリトリスとチ○ポを擦り合わせた父娘はそのままヌルッと挿入してしまうのか!?まさかの連続中出しスペシャル! in池袋（9月19日、ディープス）※「めい」名義 全4名
- 大学の友達数人で宅飲みから、みんなで雑魚寝。彼氏が横で寝ているのに彼女に我慢できず触ってしまい、そのまま隠れてエッチ。彼氏が帰った後も彼女が一人でやって来るくらいハマってしまいました。（9月19日、Hunter）全4名
- むちむちデカ尻 神ブルマ ロリ美少女やぽっちゃり娘にピチピチブルマ&体操着を着せ、ハミパン、ムレムレワレメを毛穴まで見えるほどの超ドアップ接写!さらに尻コキ、着衣お漏らし放尿やブルマぶっかけ等ブルマ好きに送る完全着衣フェチAV 志木あかね（9月24日、親父の個撮）
- 万引き若妻 服ごと壁貼り付け タッカー拘束 バックヤード輪姦（10月7日、Hunter）全5名
- イラマチオっ娘♡※精液狂い あさみちゃん(20) 女子大生・千葉在住・塾講師のアルバイト（11月13日、うさぎ）※「あさみ」名義
- 人妻湯恋旅行 137 人妻ゆりな（26歳）の場合（11月20日、ゴーゴーズ）※「ゆりな」名義
- マジックミラー号気温37℃の夏休み！海水浴をしている日焼けがくっきりのスク水美少女が、見知らぬおじさんといたずら混浴体験！成長期の身体を執拗に触られ犯●れて…赤面初絶頂6本番（11月26日、SODクリエイト）全6名
- フェラチオのお仕事にやってきた素人娘に予告なしの突然口内発射 1（12月1日、OFFICE K’S）全9名
- 玄関開けたら即イラマ！！突撃イラマ20人隊！強●ごっくん20連発！（12月7日、Hunter）全20名
- 女子に囲まれて男はボクひとり!?の王様ゲーム!! 2 気が付けば妹のクラスメイトに全裸にされてしまったボクは…（12月10日、アイエナジー）全5名
- 媚薬イラマチオ エビ反り絶頂エステ（12月19日、Hunter）全4名
- 現役JDおじ散歩 ニコニコおやじを転がす留年中のパパ活ビッチ女子大生をオヤジたちの種付け同好会に入会させ 中年肉棒調教でメス豚開発調教しました。（12月25日、ナンパJAPAN）※「さな」名義

2021年
- 一般男女モニタリングAV 特設マジックミラー部屋でラブラブ大学生カップルが男女に別れてAV女優＆男優の凄テクイキ我慢に挑戦！！世界中の男を虜にする波多野結衣×素人男子大学生（彼氏）/（彼女）素人女子大生×デカチン激ピストン男優 編 波多野結衣・志木あかね・星仲ここみ（1月7日、ディープス）全3名
- Ma○ko Device BondageXIX 鉄拘束マ○コ拷問 志木あかね（1月7日、グローリークエスト）
- 銭湯帰りの薄着ノーブラ幼馴染に初めて色気を感じてしまい、我を忘れて襲ってしまうと…超敏感汗だく連続痙攣イキ！？男女の友情なんて成立しないと…（1月7日、Hunter）全5名
- カフェで働くお姉さんたちがとにかくエロい！男性スタッフはボクだけという最高の職場環境で超モテまくり！（1月19日、Hunter）全5名
- 一人のM女として…あかね 蹂躙され快楽に痙攣する若い肉体 志木あかね（1月25日、AVS collector’s）
- 親に隠れてこっそり姉弟近親相姦！親の前ではわざと姉弟ゲンカ。しかし実は姉弟以上の関係で、姉と弟は二人きりになるとラブラブセックスを始める！（2月7日、Hunter）全4名
- 家畜娼婦に転落した女 秘密Clubマトロナ 志木あかね（2月7日、シネマジック）
- 『私、脱いだらすごいんだからね！』まだ子供…と、お子ちゃま扱いしていた年下の女子○生幼馴染が実はスタイル抜群の女性になってて思わずフル勃起！（2月19日、Hunter）全5名
- 絶対に手を出してはいけない相手でも場所でも小さいおち○ちんが勃起するまでを見て発情してしまった淫乱女子は情熱的に男を求める！！（2月19日、Hunter）全5名
- 羞恥！男女平等参画特別推進学区 本年度より毎週月曜日は、全裸登校日とする 2021年新学期編 新條ひな・志木あかね・結城のの（2月25日、サディスティックヴィレッジ）全3名
- 本当は私…。マゾなんです。むっちりSEX依存の美容師見習い 富山県出身 ドM願望が抑えきれない ゆりかさん21歳（2月25日、AVS collector’s）※「あかね」名義
- ど田舎の円女交際 500円でパンツ脱いでくれる美肌巨乳ちゃん（3月3日、E-BODY）※「ゆりか」名義
- 一般男女モニタリングAV 素人大学生の性欲徹底検証 朝までエッチしなければ賞金10万円！終電を逃した男女の友達はラブホテルで2人っきりになったら1発10万円の連続射精セックスに挑戦してしまうのか！？ 10（3月7日、ディープス）全4名
- 超絶ヤリマン義姉と童貞のボクがチ○ポマッチング！？突然できた義姉は、手当たり次第男を喰い散らかす超絶ヤリマン！チ○ポマッチングするまで…（3月7日、Hunter）全5名
- 極太オヤジチ●ポでジュッポリお悩み解決！「セクハラされると感じ過ぎて仕事にならないんです」OLあかねさん22歳の告白・ぶっかけ！OLスーツ倶楽部19 志木あかね（3月7日、下半身タイガース）
- 濡れてテカってピッタリ密着 神スク水 可愛い女子のスクール水着姿をじっとりと堪能！着替え盗撮から始まり貧乳から巨乳にパイパン、ハミ毛、ジョリワキ等のフェチ接写やローションソーププレイやスク水ぶっかけ等を完全着衣で楽しむAV 志木あかね（3月11日、親父の個撮）
- 新世代バイセクシャル快楽絶対主義可愛い男の娘 女装娘×美ビアン×巨根調教師 滝川まゆり・志木あかね（3月13日、AVS collector’s）
- 自画撮り ホロ酔い鬼ヤバ性欲絶頂全力オナニー（3月15日、プリモ）全10名
- 完全撮り下ろし乳もみナンパ！8時間2枚組！おっぱいパワーで日本を元気にしよう！！恥じらう赤面素人娘107人の色・形・大きさの違う生おっぱいを揉んで！触って！鷲掴み！街行く女の子たちに交渉→即揉み！vol.08（3月19日、ディープス）全107名
- 犬嗅ぎ娘12 赤ずきんちゃんのハメ潮 編 志木あかね（3月25日、フェ血ス）
- 巨乳いもうとの誘惑中出しセックス 志木あかね（4月6日、ケー・トライブ）
- 地味姉がぴったりニットワンピ＆Tバックでエロ過ぎる大人の女性に変貌！ムラムラが我慢できず強引に挿入＆何度も中出しした結果…（4月7日、Hunter）全5名
- 二重調教される肉食系優良マゾ穴女子大生 志木あかね（4月7日、シネマジック）
- お嬢様学校 お仕置き倶楽部レズビアン ～ペニバン喉奥イラマチオ調教に悶える女生徒～ 志木あかね ジューン・ラブジョイ（4月7日、ビビアン）
- SOD女子社員 全裸入社式 新入社員12名全員の初撮りSEXも収録！ コロナに負けず大集合！赤面特大羞恥 初めて尽くしの2枚組ウルトラ7時間SP（4月8日、SODクリエイト）- 志木あかね(「古式澤香」名義、司会進行)ほか新入社員12名
- キャットスーツで嗚咽ハードイラマ 完全拘束交尾（4月9日、ケイ・エム・プロデュース）全6名
- 親族相姦 きれいな叔母さん 志木あかね（4月13日、VENUS）
- 下着メーカーに就職したら男はボク1人でまわりは神乳＆神尻の美人女子社員だらけ！さらにオフィスでは下着で仕事する女子社員の信じられない光景が…（4月19日、Hunter）全6名
- ハーレムTV×PRESTIGE 激カワしろーと娘と逆3P天国 02（4月30日、プレステージ）全6名
- 初めての緊縛とイラマチオ漬けで興奮する新婚アラサー巨乳妻 明日香さん（31） 志木あかね（5月1日、イルカ/エマニエル）※「明日香」名義
- 私たちはスワッピングで燃えてしまう変態レズカップルです。 他の女性で感じる彼女の姿が、可愛くて…（5月7日、ビビアン）全4名
- 顔面騎乗ぶっかけ放尿（5月7日、犬/妄想族）全6名
- 混浴温泉に1人で入っていたら、町内会バスツアーの巨乳若妻たちが突然入ってきた！気まずくて出ようと思ったら巨乳若妻のタオルから大きな胸が…（5月7日、Hunter）全5名
- 「今日からお兄ちゃんのおっぱいだよ！ふたつとも…」ボクの所有物となった発育途上の妹のおっぱいをペロペロチュパチュパ吸って揉んで舐めまくり！（5月7日、Hunter）全5名
- 『どっちの胸が好き？』『私たちとエッチ出来ないって言うの？』出張先の温泉旅館でハメを外してブラまで外した真面目な巨乳過ぎる女上司2人が…（5月7日、Hunter）全4名
- 真性メンヘラ女子に中出し 志木あかね（5月11日、ケー・トライブ）
- 汁化粧3 生意気キャバ嬢お仕置き生ライブ配信！！ 志木あかね（5月25日、滝山ポリエステル）
- 「童貞君の包茎ち○ぽの皮を剥いて洗ってもらえませんか！？」素人奥様が童貞君と密着混浴！母性たっぷりち○ぽを泡洗い！カチカチにズル剥けた童貞ち○ぽに赤面発情！そのまま優しく筆下ろしSEX！ 3（5月28日、赤面女子）全4名
- 息子の嫁とのセックス記録 あの優しかった義父が鬼畜となった日 志木あかね（6月1日、プラネットプラス）
- MM号特別編 仲良しAV女優2人組が「心を合わせて脱出ゲーム」に挑戦！2 キス/おっぱい揉み/電マ/フェラ/中出しセックスから一つを選んで2人の選択がピッタリ合ったら見事脱出！（6月7日、ディープス）全6名
- 『私はどうなってもいい…だからお兄ちゃんをいじめないで下さい』『いいけどその代わり3日間セックスさせろ！』兄には内緒で提案を受け入れる妹。（6月7日、ディープス）全5名
- 学校が終わるとヘンタイに変身！イキ潮ダダ漏らしJ系 放課後のセルフ露出姿を覗き男に視姦されマ●コが疼きっぱなし！ 志木あかね（6月7日、山と空）
- 池袋デリヘル本番成功（6月18日、ゲッツ！！）全4名
- 自宅に呼んだ働くうぶ娘（ピザ屋/古本買取り/家事代行）に下品なSEXを見せつけて巻き込み混合3Pを楽しむ変態カップル（6月24日、ナチュラルハイ）全6名
- 喉奥鬼調教 女体液逆噴射編 志木あかね（6月25日、豊彦）※「河越真琴」名義
- ダルッダルでゆっるゆるのそんな服着てたら、そりゃあオッパイもこぼれるでしょうが！！ポロポロポロポロ…本当はわざとおっぱい見せてるんでしょ？（7月7日、Hunter）全5名
- 痴感オフィスレディ～痴●されて感じてしまうOL達～（7月7日、下半身タイガース）全5名
- みんな大好きフェラ神様！ あかね21歳 女子大生 咥えたら離さない、スッポン級のお口マ○コちゃん 志木あかね（7月7日、ティーチャー）
- 「そんなに激しく突いたらスイッチ入っちゃう！」ヤリマン義妹が童貞の追撃ピストンで本気イキ！カニばさみロックからの抜かずの連続杭打ちピストン…（7月19日、Hunter）全5名
- 媚薬混入！イカセ狂いの卑猥なモニター調査。お茶飲んでお菓子食べてアンケートする簡単なお仕事です。でもそのあとは徹底的にイカセちゃいますね。（7月25日、セレブの友）全4名
- ビヤク鬼ごっこ 突然出来た義理の姉・妹に媚薬を●ませて強引に距離を縮めようとする男。徐々に自由が効かなくなるカラダ、そして迫り来る恐怖… 星あめり・葉月もえ・志木あかね（8月7日、Hunter）全3名
- 「教室で何してんの？キャンプ？ウチらもやっちゃう？」狭いテントで密着濃厚SEX！女子5人に男はボク1人のドキドキ青春！教室キャンプ！（8月7日、Hunter）全5名
- 絶倫性欲人妻と危険日妊娠懇願孕ませ不倫性交 結婚7年目 あかねさん（仮名）32歳の場合 志木あかね（8月13日、S級素人）※「あかね」名義
- 高級人妻オイルエステ 母乳噴き放しM覚醒レズ Vol.2（8月15日、ピーターズ）全4名
- ヤラレたらヤリ返す！『勘弁してくれもう無理！』『まだ全然足りないの！』イってもイってもイキ止まない超絶倫敏感早漏マ○コ義姉は超ヤリマン！（8月19日、Hunter）全5名
- 義姉、妹、姪っ子、従姉弟たちと密かに四股かけているボク。2 結局バレてまさかの全員中出し！この状況を見た幼馴染も参加してきてハーレム状態に！（8月19日、Hunter）全5名
- 「ねぇねぇ今なら中出しSEXオッケ～だよ！」ボクのことを大嫌いな兄嫁がまさかの誘惑！？妊娠がわかった時点でSEXしなくなった兄貴。でも兄嫁…（8月19日、Hunter）全5名
- 天使のように優しい保育士さんは童貞くんに授乳手コキで母性覚醒！！グチョ濡れマ●コで素股プレイ中にヌルっと生挿入！恥じらい筆下ろしSEX 保育業界で働く女性はエッチだった件！SP（8月19日、ゾクゾク娘）全4名
- 監禁洗脳 義理の兄に躾けられた私 志木あかね（8月31日、プラネットプラス）
- 真の快楽に覚醒める瞬間 美波沙耶・星あめり・志木あかね（9月14日、Hunter）全3名
- だれとでも定額挿れ放題！4 月々定額料金さえ支払えば、校内の女子生徒や女教師でも誰でも挿れ放題！（9月14日、Hunter）全6名
- 一般男女モニタリングAV 女子大生の姉と弟がドキドキ24時間ルーレット生活に挑戦！回して的中した過激なエロミッションを実行した姉弟の仲は急接近！性欲が抑えられない弟に迫られた姉はオマ○コを濡らして我慢できずに生ハメセックス！禁断の近親相姦中出しは1発限りでは…（9月21日、ディープス）全4名
- SOD女子社員 巨乳水泳大会2021 おっぱいが大きいピチピチ食べごろ社員が大集合! 12名全員の赤面SEXも収録した真夏の特大2枚組8時間SP!（9月23日、SODクリエイト）全12名 ※「古式澤香」名義
- ゲボ汁イキ潮 喉奥敏感娘SPLASH GIRL 志木あかね（9月28日、えむっ娘ラボ）※「かおり」名義
- 同じ職場の憧れの受付嬢とヤリたい放題性交 Vol.005（10月12日、BAZOOKA）全4名
- パコ撮りNo.36 何度も初心マンを弄られビュービュー潮吹きしたJ●に生チンで深く突き刺し子宮をグリグリ圧迫して中出し！ 志木あかね（10月12日、First Star）
- デカチンイラマ飲み会 志木あかね・望月あやか（10月12日、Hunter）
- 鏡の前でディルドフェラ中の地味姉の突き出たピタピタ尻に我慢できず勃起チ○ポをハメたら…（10月12日、Hunter）全5名
- IQ130超え 噂の高学歴エステ嬢の趣味は読書とSEX 志木あかね（11月5日、h.m.p）
- 貴方に語りかけるオナニー15名 ～貴方だけに語りかける下品な淫語とオナニーのオンパレード！（11月9日、セレブの友）全15名
- 全裸聖水飲ませ 2（11月9日、犬/妄想族）全30名
- 性欲旺盛な地方妻が越境開放セックス「今日、主人には内緒で来ました…」他人棒を求めて上京してきた美人妻に媚薬で焦らし高めて膣奥大量生中出し！！ 桐山結羽・赤瀬尚子・志木あかね（11月12日、ホットエンターテイメント）全3名
- 喉マ●コ中出し美少女調教イラマチオ 志木あかね（11月23日、ケイ・エム・プロデュース）
- 嘔吐狂い喉奥便女 志木あかね（11月23日、豊彦）※「河越真琴」名義
- 性欲を持て余した神（姉）と天才（妹）が僕のデカチンを奪い合い。 朝から晩まで年中無休のセックスしっぱなし体液出しまくりの共同性活。 望月あやか・志木あかね（12月28日、ROYAL）

2022年
- 素人トーキョー No.04 円光女子校生に生ハメ中出し!（5月24日、素人トーキョーH.S./妄想族）

### VR
2020年
- マジックミラー号 カップルNTR 路上で声をかけた素人娘をオイルマッサージと称してイカせまくり! すぐ真横に彼氏がいるのに快感に我を忘れた彼女は… 志木あかね（4月27日、SODクリエイト）
- SOD女子社員 ファン大感謝祭 新入社員バスツアー 10名ウブま○こに連続挿入で大満足SP! フレッシュで可愛い10名全員と4時間ぶっ通し大射精祭り!!（6月18日、SODクリエイト）全10名 ※「古式澤香」名義
- 机の下のフェティシズムVR 青春時代に覗けなかった太ももとパンツの奇跡の絶景（10月26日、SODクリエイト）全4名
- 彼女がいるのにすぐヤレそうな口が堅い都合のいい女友達に軽い気持ちで手を出したら、予想外にエロくてSEXも気持ち良すぎて本命彼女と別れるくらいハマってしまった！ 志木あかね（12月2日、お夜食カンパニー）

2021年
- 温泉に入っていたらまさかの『タオル一枚 男湯入ってみませんか？』の撮影に出くわしてエッチな素人娘さんにヌかれちゃったVR 160分SP（1月7日、SODクリエイト）全4名
- ボクの部屋はいつの間にかワケあり家出少女たちの溜まり場！Hは決して嫌がらないし何度、中に出しても文句言わない。何が…床特化もあるしやや天井特化の覆いかぶさり騎乗位もある最後の家出VRはいい女だらけ！THE Final Edition床特化＆やや天井特化極上女子SP（3月30日、お夜食カンパニー）全6名
- 【レズって仲良し逆3P】僕の彼女は男も女も喰らう...それは愛か性欲か！ハッピーW痴女ビッチ！思う存分僕を弄んでください。 志木あかね・東風かえで（4月16日、ちんちんVR）

### ネット配信
2020年
- マジ軟派、初撮。 1479 『誘われたら断れなくて…』控えめ少女をナンパ成功!受け身一辺倒かと思いきや、スイッチが入ると自ら腰を振る積極的な一面が露わに!本当はH大好きなムッツリスケベちゃん!（4月26日、ナンパTV）
- 【初撮り】【就職前の裏バイト】【痙攣絶頂】感じやすい身体のピチピチ20歳。悶えるように感じてしまう彼女は.. ネットでAV応募→AV体験撮影 1258（5月9日、シロウトTV）
- ピチピチF乳&お色気E乳/学生の女の子と社会人のオンナ。立場の違う2人のSEX観がおじさんの体の上で混ざり合うおま●こ交差点。弾ける乳感のひな●ちゃん、女の悦びを熟知したあ●ねちゃん、貴方はどっち?! シコシコハーレム部 05（6月10日、ハーレムTV）
- まなみ（7月10日、E★ナンパDX）
- 20歳現役JD!!ドM変態女子!!高学歴!!W大でインテリ系美少女をゲット!! 彼氏以外のチ●ポに欲情!!変態性抜群!!セルフクビ絞めSEX!! 激濡れ!!オマ●コ大洪水状態!!連続潮吹き!!濃厚ザーメン中出しプレスで大絶頂!!（7月18日、プレステージプレミアム）
- 【電車痴漢】★顔出し制服JK★こんなに爽やかなラクロス女子が10年に1人レベルのセックスモンスターだった件（7月24日、Pcolle/ゆず故障 yuzu096）
- マジ軟派、初撮。 1526 写真映えに釣られてホテルINした今どきガール!流行に敏感!身体はもっと敏感!!ショットで乾杯☆酔いが回ってガード崩壊→巨乳をバインバイン揺らしながら悶絶しまくり激エロSEX!!（9月12日、ナンパTV）
- 【最強ランク】22歳【ビッチギャル】あかねちゃん参上!とにかく挑発的な彼女の応募理由は『SEXしないと死んじゃう体質なんです…』【エロぃ金髪ギャル】度重なる路上でチンコを触ってくる挑発行為!【こいつマジな奴】全てが見どころ過ぎる【変態ギャル】何処を切っても変態しか出てこない神憑り的なSEX見逃すな!（9月15日、ARA）
- ラグジュTV 1318 『結婚前に冒険がしたくて…』彼とのセックスに満足できず入籍前に思い切ってAV出演!快楽に満たされたい、じっくりイってみたい。アラサーを迎えた身体は刺激に敏感!ねっとりとした責めにM気が反応しいつしかとろけるうような恍惚の表情へ…。開放的な景色を眼下に、他人棒で非日常な気持ち良さに喘ぎまくる!（10月26日、ラグジュTV）※「酒井美奈」名義
- PERFECT-G 775 mayochan まよちゃん 21歳（10月30日、G-AREA）
- パパ活～服の上からでもわかる巨乳女子大生（19歳）～（12月25日、パラダイステレビ）
- 超ドマゾGALに4連発！！首絞め＆イラマ好きの規格外ド変態ガールズバー店員。全身性感帯のチ●ポ依存ギャルの膣奥にドクドク中出し…。おクチと顔まで精子まみれにする4連射SEX！！（12月30日、黒船 326EVA-160）

2021年
- 【歴代最高な逸材】22歳【純粋なビッチ娘】あかねちゃん参上！美容師をしている彼女の応募理由は『とにかくエッチが好きなんです♪』真冬に生足&胸元ガバ空き！露骨な誘惑をしてくる変態娘！我慢できず【車でオナニー】チンチン嬉しくて【大量の嬉ション】純粋にエッチが好き過ぎる女のド変態SEX絶対に見逃すな！（1月19日、ARA）
- メチャかわ21歳エロエロ保育士さんとハメ撮り！！クリと中が性感帯でイキまくり！（1月24日、FC2/ハメマックス2nd FC2-PPV-1648619）
- 【電車痴漢】★初レズ痴漢！★ゆず故障の女子スタッフ（20）が美少女JKに潮を吹かせる★JKの反撃ハプニングも！（2月19日、Pcolle/ゆず故障 yuzu126）
- ゆい（3月5日、しろうとエチチ.ch）
- あかねちゃん22歳と一泊旅行（4月1日、パラダイステレビ）
- 【性獣危険】Fカップ現役女子大生の自宅に突撃！！とっておきの勝負下着SEX！！『人類みなセフレ』！！触れる者みなSEXするとんでもない性獣を捕まえてしまいました！！完全にコントロール不可能のバーサーカービッチにデカチン3人を投入して無限絶頂させまくる！！！イラマと無限ピストンで快楽のその向こう側へ…【性豪ギャル自宅中出し】勝負下着、見せちゃいます！vol.13（4月7日、DIEGO）
- あかね（4月9日、汚れた制服）
- 【電車痴漢&連れ込みエッチ】★超ヤリマン巨乳Ｊ◯★ゲストハウスで感じまくりの楽しいSEX★清純とは程遠い見た目通りのエロ娘だった（4月9日、Pcolle/神回 kamikai013-4g）
- 【引退後のアイドル種付け】元アイドルG　人妻25歳【アヘ顔】野球選手の旦那に毎晩抱かれてビッチかしたアイドル妻＃精子提供男の鬼超えトマホークSEXにキメ顔連発痙攣アクメ中出しされてトブ！（4月21日、FC2/NTR個撮）
- みくる（4月25日、黒船提督）
- 美人の先生がいる皮膚科に行って腫れたチンコを診てもらう流れでヌイてもらいたい（10）池田陽子(女医)・志木あかね(看護師)（4月30日、パラダイステレビ）
- あかねさん（5月21日、俺の素人-Z-）
- 【ハメ潮限界突破×中出し顔射12連発】潮！潮！潮！潮！ハメ潮撒き散らす性欲化物！3P12発射してもまだ足りない！Jacksonが贈る性獣アルティメット！まさに最終兵器！限界の向こう側を見る勇気はあるか？【妄想ちゃん。18人目小林さん】（5月22日、Jackson）
- あかね先生（6月10日、ゾクゾクタイム）
- #861 Akane(22)（8月1日、S-Cute）
- 家まで送ってイイですか？ case.181『私最高の女、してみたらわかるよ？』彼女の自宅へ急げ！露出？野ション？野外SEX？予測不能事態！ 自由都市・高円寺 で出会った とんでもない大学生 ⇒タクシー車内でこんなことになるなんて…⇒逆ナンパは 5軍 を狙え！電車で男を持ち帰る事案⇒女が動く 逆激ピストン 最高！幸せ！チンポに歓喜！⇒『SEXしてる時の私は幸せ…』（8月6日、ドキュメンTV）
- 【モロ見え注意】大学生カップルがラブホでハメ撮り配信（2） 完全版（8月13日、パラダイステレビ PARATHD-03250）
- あかね（8月20日、ハメドリネットワークSecondEdition）
- 箱の中身は勃起デカチン～興奮しちゃったシ●ウト娘と即SEX！ 志木あかね・希望光（8月27日、パラダイステレビ PARATHD-03236）
- 忘れられない体温 志木あかね・及川大智（9月10日、SILK LABO）
- 【電車痴漢】★あの10年に1人のセックスモンスターに奇跡の再開★ちょっぴり大人になったラクロスJKがまたも大量潮吹き（9月17日、Pcolle/ゆず故障 yuzu157）
- 【JKパンツ買取】ドM口リ巨乳2年。大量潮吹き。生ハメ成功。（10月5日、オパンティス3世）
- 上京不倫妻 中出し志願SP#03 上京不倫妻 もう地元ではあらかたやってしまって・・・ リオ(仮名)27歳（10月29日、BiBiD 522DHT-0307）
- 【三姉妹と近●相姦】いつもクールだが性に貪欲なコスプレイヤーの二番目の義姉が俺のチンポを狙ってくる（11月5日、パラダイステレビ PARATHD-03305）
- 街頭シ●ウトナンパ「あなたの陰毛見せて下さい」（18）～ノリでSEXもお願い（11月12日、パラダイステレビ PARATHD-03312）全9名
- あかね（11月12日、S-CUTE）

2022年
- 【恐怖分子！限界突破の潮吹き怪獣！無限ループの激噴射！喉奥イラマで大量失禁！】分泌フェロモン駄々漏れ敏感おまん娘！止まらないビシャビシャのクジラ潮吹き体質！ぶるぶるガクガク悶絶息切れ最高峰！喉奥イラマでトランス！逝きすぎ大賞性薬！【女子旅ナンパ＃上京ちゃんが毎度おさわがせします#23あかねちゃん（20歳/服飾の専門学校生）の巻】（2月21日、FALENO FTHT-042）
- 錦糸町の外国人パブは確実にヤレる説～異国の匂い立つオマ●コにたっぷり中●し ジューン・ラブジョイ 志木あかね 藤井潤（3月11日、パラダイステレビ PARATHD-03410）全3名

## 出演

### テレビ
- ビ～チ9（2021年3月、テレビ埼玉）